# Cabildo de Córdoba
Pour les articles homonymes, voir Cabildo.
Le cabildo de Córdoba est un bâtiment historique sis dans le centre de la ville argentine de Córdoba. 
Commencé de construire au début du XVIIe siècle pour accueillir les services administratifs propres au cabildo colonial, il subit par la suite, dans les quatre siècles qui suivirent, nombre de remaniements déterminés par les nécessités de chaque époque, la plus importante de ces transformations datant du milieu du XVIIIe siècle.
Le bâtiment, classé Monument historique, l’un des derniers édifices de ce type à subsister en Argentine, présente sur le bord occidental de la plaza San Martín, la place centrale de la ville, où il côtoie la cathédrale, une façade large de quinze travées avec arcades, à deux niveaux, de style colonial espagnol mâtiné de néo-classicisme. L’Argentine une fois indépendante, il servira — après avoir hébergé à l’époque espagnole l’administration coloniale — comme maison d’arrêt, commissariat de police, hôtel de ville, et à l’heure actuelle (2017), comme centre culturel, office de tourisme et musée municipal.

## Histoire

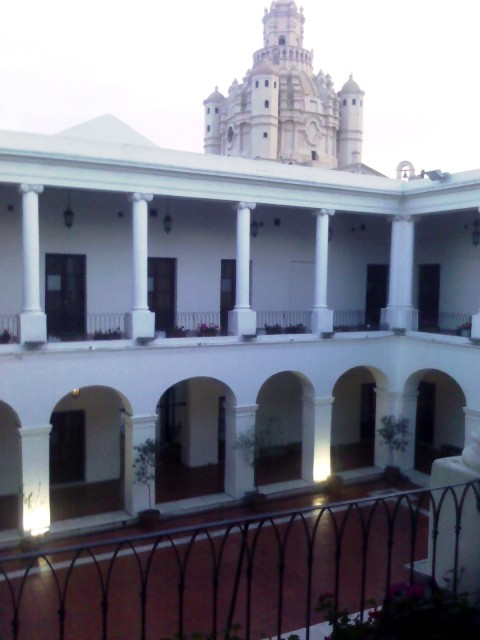
Cour intérieure du cabildo. Au fond à droite, tour de croisée et coupole de la cathédrale.

Les premiers alcades et régidors à avoir été nommés après la fondation de la ville de Córdoba en 1573 durent d’abord tenir leurs séances de travail dans leurs propres logis, avant qu’il ne fût décidé en 1588 de faire édifier un bâtiment spécialement affecté à l’administration. Les terrains qui sur le plan de la ville étaient destinés à accueillir l’hôtel de ville et s’étendaient au bord de la Grand’Place (Plaza Mayor, actuelle Plaza San Martín) étaient toujours, quinze années après, en attente d’utilisation. Après la création de l’édifice, celui-ci fut appelé Cabildo de Justicia y Regimiento de Córdoba (« régimiento » au sens de régir, administrer) et deviendra l’institution où se traiteront toutes les matières municipales : lois, prix des produits, enseignement, santé, sécurité et justice. Y fut également aménagé le bureau du gouverneur et de ses ministres. Après l’indépendance du pays, et une fois mise en place la municipalité de Córdoba en 1857, les fonctionnaires de l’hôtel de ville y prirent leurs quartiers, avant qu’au début du XXe siècle le bâtiment ne fût réaménagé en commissariat principal de la police provinciale et qu’il ne devînt en 1989 le centre culturel et musée municipal.

### Construction et remaniements

#### Première phase (1588 à finXVIIe)
La décision de réaliser un cabildo à Córdoba fut prise en 1588, et la même année furent acquis les premiers lots de bois d’œuvre pour la construction de l’édifice. Comme la ville manquait de fonds, on résolut d’affecter à cette fin les recettes des amendes infligées aux citoyens de la ville, lesquels s’en acquittaient pour une part en argent, pour une autre en nature, par la fourniture de portes et de poutres ou d’autres matériaux. Les membres du cabildo décidèrent en juin 1589 de cerner d’une clôture l’un des terrains susmentionnés. Cependant, les travaux seront une nouvelle fois retardés par suite de l’intervention du procureur de la ville, le capitaine Antonio de Alfaro, qui estimait que l’ermitage Saints-Tiburce-et-Valérien, l’église paroissiale et les canalisations publiques étaient plus urgents. Finalement, après quelques années, le bâtiment fut achevé de construire, et se dressait à côté de l’église paroissiale. Ses murs étaient en pisé, son toit fait de paille, et ses portes n’étaient pas consolidées.
Dès 1606, les membres du cabildo, jugeant le bâtiment peu solide et trop exigu, décidèrent la construction d’un autre, qui aurait à comprendre, outre les salles de séance, des cellules et des dépendances. Afin d’édifier le nouveau corps de bâtiment et de transformer celui existant, les autorités eurent recours à une mesure tendant à ce que les citoyens de la ville mettent à disposition, pour effectuer les travaux, leurs Indiens et serviteurs, et à ce que le bois de charpente nécessaire soit acheté au moyen d’une taxe sur le vin vendu au détail. Fait curieux, le seul maçon de la ville, un dénommé Bernardo de León, commit un délit et fut incarcéré, en raison de quoi les travaux durent être interrompus. En mars 1607, on s’assura les services d’Alonso de Encinas, chargé de diriger les travaux pour une période d’un an, et que l’on convint de payer quatre-vingts pesos. Un mois plus tard furent requis les services du charpentier Miguel de Bideaure, rémunéré 260 pesos, en plus de la fourniture de bois et de clous, et de manœuvres indiens pour l’aider. Comme Bernardo de León, toujours en prison, était seul à savoir cuire des briques et des tuiles, le procureur Juan Nieto proposa de demander son élargissement sous caution, ce qui fut agréé. On l’engagea sous contrat pour 190 pesos, mais il ne put, étant donné sa situation, travailler en toute liberté ; comme il manquait encore plusieurs fenêtres et portes, un escalier, et que plusieurs pièces restaient à maçonner et à blanchir, et qu’en outre les toitures n’étaient pas achevées, l’on résolut de solliciter le vice-gouverneur, le capitaine Luis de Abreu de Albornoz, de permettre au prisonnier de quitter le périmètre de la prison et de circuler dans toute la ville. Du reste, pour hâter les travaux, deux autres charpentiers furent embauchés. Avant la fin de 1610, le cabildo était terminé, et comprenait trois pièces et une cellule au rez-de-chaussée, et deux pièces et une salle au premier étage.

#### Deuxième phase (finXVIIeà débutXIXe)
Dans les décennies suivantes, la paille des toitures fut remplacée par des tuiles coloniales (romaines) et les murailles de pisé firent place à des murs de brique, de chaux et d’argile. En 1649, l’on commença à construire une nouvelle cellule, terminée cinq ans après. Cependant, avec le passage du temps, le corps de bâtiment se détériora, y compris les geôles, donnant lieu plus d’une fois à des évasions de prisonniers. Ne disposant pas des finances nécessaires à la remise en état de l’édifice, on adressa vers la fin du XVIIe siècle une missive au roi pour le solliciter d’apporter un remède à cette situation, tout en s’efforçant par tous les moyens de réparer la prison publique. L’on parvint finalement à réunir quelques fonds au moyen d’impôts et de souscriptions, si bien qu’en 1733 l’on put entamer la construction du corps de bâtiment actuel, avec pour maître d'ouvrage l’alcade José Moyano Oscariz.

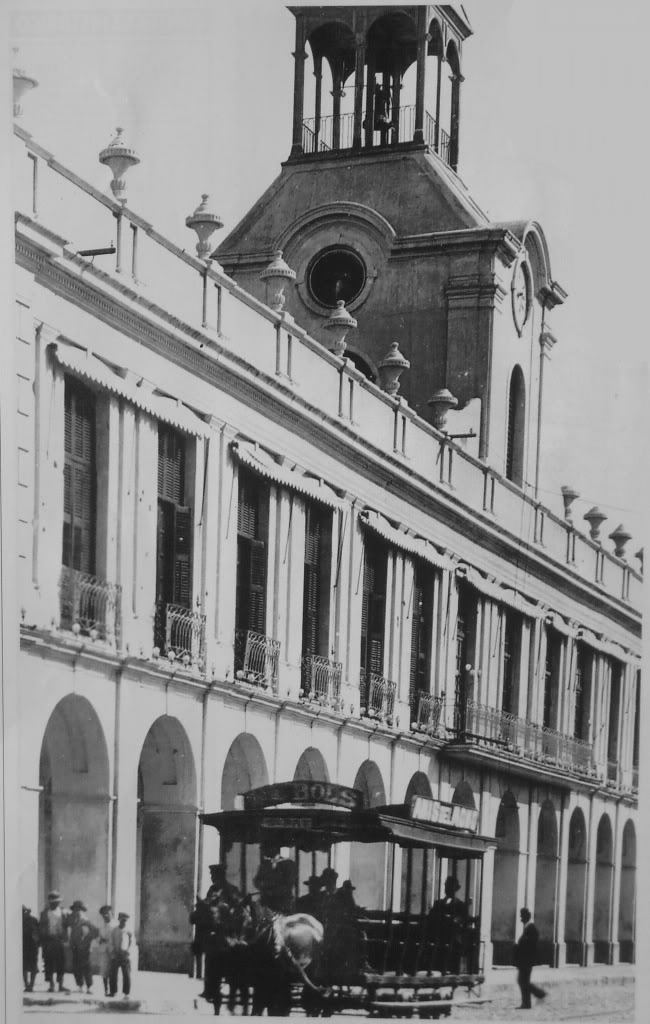
Le cabildo de Córdoba à la fin du XIX, gardant encore son ancienne tour.

En 1784, au moment où le cabildo n’était pas encore achevé, arriva à Córdoba le premier gouverneur intendant, don Rafael Núñez, marquis de Sobremonte, dont l’un des soins sera de mener les travaux à bonne fin. Il disposa que dans la galerie derrière les arcades du rez-de-chaussée des échoppes fussent installées pour la vente de tissus, de vins et d’épices, à l’effet de quoi il fit fermer les arcades et élever des cloisons. En 1786, il confia l’exécution des travaux à l’ingénieur militaire Juan Manuel López, sous la direction de qui on procéda à la construction de l’escalier principal et d’une galerie de quinze arcades, ainsi qu’aux divers remaniements que conféreront à l’édifice son caractère colonial définitif. Pour permettre aux reclus et aux condamnés d’assister à la messe, on ajouta à l’ensemble une chapelle, qui sera rendue accessible au public quelques années plus tard.
En septembre 1813, les armoiries du roi d'Espagne fixées au balcon central furent remplacées par l’écu de l'Argentine. En 1822, le bâtiment devint le palais de gouvernement de la province de Córdoba.

#### Troisième phase (XIXeà aujourd’hui)
À la fin du XIXe siècle, en particulier dans les premières années de la décennie 1880, sous le gouvernorat provincial de Miguel Juárez Celman, le bâtiment subit plusieurs extensions : si au rez-de-chaussée les caractéristiques propres à l’architecture coloniale espagnole furent préservées, le premier étage au contraire fut doté d’éléments néoclassiques et une tour fut ajoutée au milieu de la façade ; cette tour, qui se composait de deux niveaux ― l’un consistant en une salle destinée à recevoir une horloge publique, l’autre construit à claire-voie et couronné de frontons sur ses quatre côtés ―, et qui était coiffée d’une flèche en forme de pyramide à quatre faces, fut démolie en 1912, pour des raisons sans doute plutôt politiques qu’architectoniques. En outre, l’édifice fut transformé en un ensemble clos par la construction d’ailes latérales de part et d’autre, donnant naissance à deux cours intérieures.
Durant une longue période, jusqu’en 1992, le cabildo servit de commissariat principal de police. L’aile qui donne sur le passage Santa Catalina, où le Departamento de Informaciones (DDI) de la police provinciale a eu ses locaux pendant de nombreuses années, servit sous la dictature militaire, de 1976 à 1983, de centre clandestin de détention, où nombre de détenus furent torturés et assassinés.

## État actuel

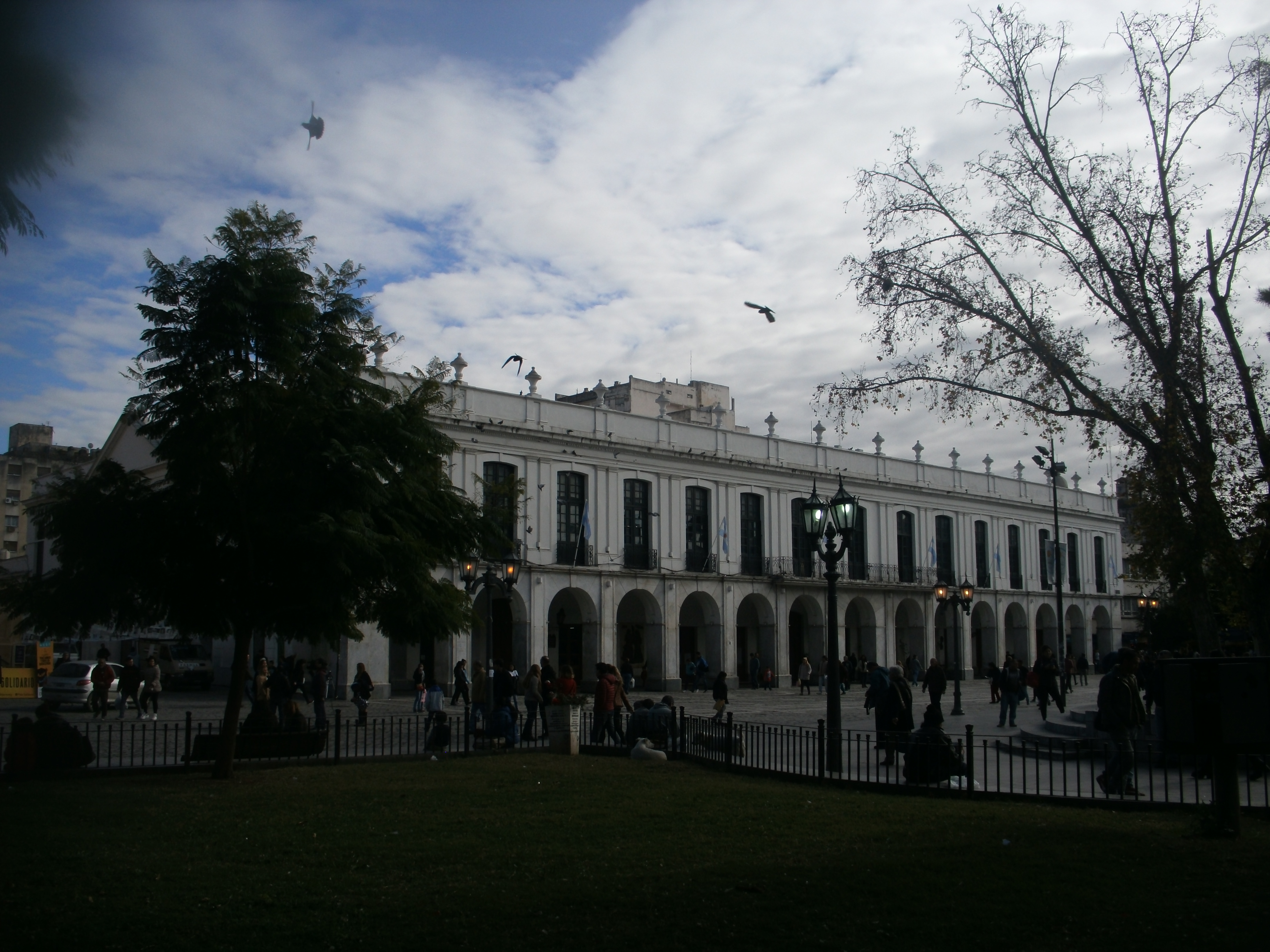
Vue de la façade sur la place San Martín.

En 2010, au moment du bicentenaire de la révolution de Mai, le cabildo de Córdoba avait gardé intacte sa galerie coloniale de 15 arcades. Un ouvrage de mosaïque posé sur le pavement représente les silhouettes du Cabildo et de la cathédrale adjacente, de laquelle il n’est séparé que par la pittoresque ruelle Sainte-Catherine (Pasaje Santa Catalina). L’édifice possède deux cours intérieures, une grande et une plus petite.
Le Cabildo héberge le Museo de la Ciudad et son exposition permanente d’objets archéologiques urbains (c’est-à-dire de la vie quotidienne et de l’histoire de Córdoba) et d’œuvres d’art de différents courants. Le bâtiment a également été rendu apte à accueillir des représentations de théâtre, des concerts, et des spectacles de chant et de danse. L’on peut y visiter l’ancienne geôle souterraine et le Salon rouge, où le maire avait coutume autrefois de recevoir les visiteurs illustres. 
Situé au n°30 de la calle Independencia, le Cabildo fut déclaré Monument historique par décret nº 90.732 du 14 mai 1941. Il est depuis décembre 2011 le siège du secrétariat à la Culture de la ville de Córdoba.

## Source
- (es) Carlos Vigil, Los Monumentos y lugares históricos de la Argentina, Editorial Atlántida, 1968
- (es) Federico G. Bordese, La torre del Cabildo de Córdoba (Revisionismo histórico) : Segunda edición, Cordoue, Estvdios Politécnicos de América, ediciones, 2013 (ISBN 978-987-27-5780-9, lire en ligne)